# Prociphilus americanus
Prociphilus americanus är en insektsart. Prociphilus americanus ingår i släktet Prociphilus och familjen långrörsbladlöss. Inga underarter finns listade i Catalogue of Life.